# Rhynchobdellida
Ordre
Les Rhynchobdellida sont un ordre de sangsues aquatiques et parasites qui, à la place d'une mandibule, possèdent une trompe (proboscis) dévaginable caractéristique. Cet ordre, qui n'est pas monophylétique, comporte 110 espèces, réparties en 41 genres et trois familles. Leur taille est extrêmement variable (de 7 à 40 mm) et ils sont hermaphrodites.

## Aspect et alimentation
La tête de l'animal est percée d'opercules à travers lesquels le proboscis se déploie pour se foxer sur l'épiderme d'un hôte,. 
Les espèces hématophages parasitent toutes sortes de vertébrés ; elles injectent des enzymes anticoagulantes (comme les moustiques) et anesthésiantes avec leur proboscis à travers la peau de leur hôte. Les espèces prédatrices s'attaquent aux invertébrés et aux petits amphibiens. Des enzymes corrosives leur permettent de décomposer la kératine et les os de leurs proies.

## Liste des familles
Selon BioLib (17 janvier 2023) :
- Glossiphoniidae Vaillant, 1890
- Ozobranchidae Pinto, 1921
- Piscicolidae Johnston, 1865